# 19. септембар
19. септембар (19.9.) је 262. дан у години по грегоријанском календару (263. у преступној години). До краја године има још 103 дана.

## Догађаји
- 636 — Рашидунски Арапи предвођени Халидом ибн Валидом су заузели Дамаск од Византинаца.
- 1356 — Енглеска војска под вођством Едварда Црног Принца, сина краља Едварда III, у бици код Поатјеа поразила војску француског краља Жана II, чиме је окончана прва фаза Стогодишњег рата.
- 1370 — Енглеска војска под вођством Едварда Црног Принца је заузела и опустошила Лимож.
- 1796 — Први председник САД Џорџ Вашингтон упутио америчком народу опроштајну поруку и повукао се на своје имање. За председника изабран 1788.
- 1814 — У Пожешкој нахији избила Хаџи Проданова буна.
- 1837 — Код Пожаревца одржани први војни маневри регуларне српске војске, који су трајали 20 дана уз учешће 1.700 војника.
- 1863 — Почела је битка код Чиканоге у северозападној Џорџији, која ће се завршити највећим поразом Уније (Севера) на западном фронту Америчког грађанског рата.
- 1888 — Прво светско такмичење за избор лепотице одржано у белгијској бањи Спа, а прва званично најлепша жена на планети постала 18-годишња креолка из Гваделупе Берта Сукаре.
- 1900 — У Винемаки у Невади, Буч Касиди и Санденс Кид су извели прву заједничку пљачку Прву националну банку и побегли с 32.640 долара.
- 1914 — Почела битка на Мачковом камену у Првом светском рату. После четвородневних борби, надмоћнија аустроугарска војска присилила Србе на повлачење.
- 1918 — Почела је битка код Мегида у Првом светском рату.
- 1928 — „Пароброд Вили“, први анимирани цртани филм у ком се појавио Мики Маус, приказан у њујоршком биоскопу „Колони театар“.
- 1939 — Совјетске трупе стигле на мађарску границу и истовремено на северу Европе окупирале Вилњус, који је био под пољском управом.
- 1941 —
  - Немци у Другом светском рату заузели Кијев, после битке која је трајала 45 дана.
  - Британске трупе ушле у Техеран током Англо-совјетске инвазије Ирана.
- 1944 — Потписано је Московско примирје између Финске и Совјетског Савеза, чиме је завршен Настављени рат.
- 1955 — У Аргентини војска оборила са власти председника Хуана Доминга Перона.
- 1957 — Американци у Невади извршили прве подземне нуклеарне пробе.
- 1970 — Први Гластонбери фестивал, највећи музички фестивал на отвореном, је одржан на имању Мајкла Ивиса у Гластонберију, Енглеска
- 1985 — У главном граду Мексика Сијудад Мексику и околини у земљотресу погинуло око 12.000, а повређено око 40.000 људи.
- 1989 — У експлозији авиона DC-10 француске компаније UTA, на линији Бразавил-Париз, изнад Нигера, за коју је касније оптужена Либија, погинули сви путници и чланови посаде, њих 171.
- 1991 — Колоне тенкова Југословенске народне армије кренуле из Београда према Хрватској, где су почели сукоби српских наоружаних група и хрватске полиције. Хрватска 25. јуна 1991. прогласила самосталност и издвојила се из СФРЈ.
- 1991 — У леднику на граници Аустрије и Италије откривен је Еци, најстарија природно сачувана мумија у Европи, из 3300. п. н. е..
- 1992 — Савет безбедности Уједињених нација искључио Југославију из светске организације, оспоривши јој право да аутоматски наследи СФРЈ. СРЈ поново постала чланица УН 2. новембра 2000, пошто је ДОС преузео власт у Србији.
- 1994 — 
  - Трупе САД искрцале се на Хаити у операцији коју је Вашингтон означио као „поновно успостављање демократије“.
  - „Манифест Унабобмера“ Теда Качинског је објављен у Вашингтон посту и Њујорк тајмсу, скоро три месеца након што им је послат.
- 2000 — У Прагу почело петодневно заседање Међународног монетарног фонда и Светске банке, током ког се више хиљада демонстраната, противника глобализације, сукобило с полицијом. У сукобима повређена 142 демонстранта и 123 полицајца, а центар Прага је демолиран.
- 2001 —
  - Председник САД Џорџ В. Буш потписао конгресну резолуцију о употреби војне силе и захвалио се Представничком дому и Сенату што су га овластили да покрене рат против терориста.
  - Исламски свештеници позвали терористичког лидера Осаму бин Ладена да добровољно напусти Авганистан, али му нису одредили рок за излазак из земље. САД запретиле да ће напасти талибане уколико не предају Бин Ладена.
- 2006 — На Тајланду извршен државни удар у којем је збачен премијер Таксин Шинаватра који је у то време био на заседању Генералне скупштине УН.

## Рођења
- 1551 — Анри III, француски краљ (1574—1589), последњи владар из династије Валоа. (прем. 1589)[1]
- 1799 — Јован Хаџић, српски писац и политичар. (прем. 1869)[2]
- 1802 — Лајош Кошут, мађарски правник и политичар, један од најистакнутијих вођа Мађарске револуције 1848, в.д. председника Мађарске (1949). (прем. 1894)
- 1911 — Вилијам Голдинг, енглески писац, песник и драматург, добитник Нобелове награде за књижевност (1983). (прем. 1993)
- 1922 — Емил Затопек, чешки атлетичар (тркач на дуге стазе), светски рекордер. (прем. 2000)
- 1926 — Масатоши Кошиба, јапански физичар, добитник Нобелове награде за физику (2002). (прем. 2020)
- 1938 — Гордан Михић, српски сценариста и редитељ. (прем. 2019)
- 1941 — Кес Елиот, америчка певачица и глумица, најпознатија као чланица групе The Mamas and the Papas. (прем. 1974)
- 1948 — Џереми Ајронс, енглески глумац.
- 1949 — Далибор Брун, хрватски музичар.
- 1959 — Бранислав Зеремски, српски глумац.
- 1959 — Оливер Њего, српски оперски певач.
- 1960 — Карлос Мозер, бразилски фудбалер.
- 1962 — Мијаило Грушановић, српски кошаркаш.
- 1963 — Дејвид Симан, енглески фудбалски голман.
- 1967 — Александар Карељин, руски рвач и политичар.
- 1968 — Дејв Кларк, енглески ди-џеј и продуцент електронске музике.
- 1968 — Дамир Урбан, хрватски музичар.
- 1969 — Канди Дулфер, холандска музичарка, најпознатија као џез саксофонисткиња.
- 1969 — Јохан Јохансон, исландски композитор. (прем. 2018)
- 1971 — Сана Лејтан, америчка глумица.
- 1974 — Дамир Мулаомеровић, хрватски кошаркаш и кошаркашки тренер.
- 1974 — Викторија Силвстет, шведски глумица, певачица и модел.
- 1974 — Џими Фалон, амерички глумац, комичар, ТВ водитељ, музичар, писац и продуцент.
- 1974 — Сајријак Харис, енглески аниматор.
- 1978 — Огњен Короман, српски фудбалер и фудбалски тренер.
- 1982 — Едуардо дос Реис Карваљо, португалски фудбалер.
- 1984 — Антанас Кавалијаускас, литвански кошаркаш.
- 1986 — Анџелина Валентајн, америчка порнографска глумица.
- 1990 — Киран Трипијер, енглески фудбалер.
- 1991 — Си Џеј Маколум, амерички кошаркаш.
- 1997 — Ерик Јирка, словачки фудбалер.
- 1999 — Далита, јерменска певачица, плесачица и глумица.

## Смрти
- 1975 — Коста Тодоровић, српски академик (рођ. 1887)
- 1999 — Павле Ивић, југословенски лингвиста, члан Српске академије наука (рођ. 1824)
- 2008 — Маурицио Кагел, немачки-аргентински композитор (рођ. 1931)
- 2009 — Душан Каназир, академик члан САНУ (рођ. 1921)
- 2015 — Џеки Колинс, британска књижевница (рођ. 1937)
- 2018 — Милош Митић, српски атлетичар и параолимпијац (рођ. 1987)
- 2021 — Џон Чалис, енглески глумац (рођ. 1942)
- 2021 — Џими Гривс, енглески фудбалер (рођ. 1940)

## Празници и дани сећања
- 1814 — У Пожешкој нахији у Србији почела Хаџи Проданова буна. Устанак под вођством игумана Пајсија и хаџи Продана проширио се и на Крагујевачку и Јагодинску нахију, али није добио подршку Милоша Обреновића, који је сматрао да је устанак преурањен. И поред обећања да ће устаницима бити опроштено, Турци погубили око 300 устаника, међу којима игумана Пајсија, а хаџи Продан пребегао у Аустрију.
- 1961 — Грађани Јамајке се на референдуму изјаснили за издвајање земље из Западноиндијске Федерације.